# Marquesado de Frechilla y Villarramiel
El Marquesado de Frechilla y Villarramiel es un título nobiliario español concedido el 6 de julio de 1592 por Cédula del Rey Felipe II (que en esa época era también Rey de Portugal) a su sobrino segundo y noble portugués Eduardo de Braganza, conocido también como Duarte de Portugal.

## Historia
El título fue una concesión de Felipe II a la poderosa Casa de Braganza portuguesa después de haber sido aceptado por esta como soberano de Portugal tras la crisis sucesoria de 1580
Cuando el monarca fue a tomar posesión del Reino comunicó al Duque de Braganza que haría merced a su segundo hijo de un señorío en Castilla que tuviese alrededor de mil vecinos y un título de Marqués. Las negociaciones para la formalización de esta merced se prolongaron durante varios años, cristalizando finalmente en 1592: el 6 de julio de ese año Felipe II otorgaba a Eduardo de Braganza el título de Marqués de Frechilla con señorío sobre Villarramiel de Campos.
Desde el comienzo, el título enlazó con algunos otros de los más importantes de España: El I Marqués contrajo matrimonio con Beatriz Álvarez de Toledo, hija del V Conde de Oropesa y llamada a sucederle, aunque no lo hizo por fallecer antes que su padre. Como curiosidad cabe citar que los hijos de este matrimonio antepusieron el apellido materno al paterno, llamándose Álvarez de Toledo y Portugal.
Posteriormente han sido poseedores de este título personas pertenecientes a familias tan ilustres como la Casa de Alba, los Duques de Frías, los Duques de Escalona o los Condes de Fuensalida. El poseedor actual del título es el Duque de Osuna

## Feudos
La denominación de este título se refiere a las localidades palentinas de Frechilla y Villarramiel de Campos. Fue concedido como marquesado de Frechilla acompañado del señorío sobre Villarramiel, pero ya el I Marqués se autodenominaba Marqués de Frechilla y Villarramiel y así es conocido actualmente, incluso en los últimos movimientos nobiliarios publicados en el Boletín Oficial del Estado se le llama de esta forma.

## Lista de titulares
|                        | Titular                                                      | Periodo                | Otros títulos                                             |
| Creación por Felipe II | Creación por Felipe II                                       | Creación por Felipe II | Creación por Felipe II                                    |
| ---------------------- | ------------------------------------------------------------ | ---------------------- | --------------------------------------------------------- |
| I                      | Eduardo de Braganza                                          | 1592-¿ - ?             |                                                           |
| II                     | Fernando Álvarez de Toledo y Portugal                        | ¿ - ?-1621             | VI Conde de Oropesa, I Marqués de Jarandilla              |
| III                    | Eduardo Fernando Álvarez de Toledo y Portugal                | 1621-1671              | VII Conde de Oropesa, II Marqués de Jarandilla            |
| IV                     | Manuel Joaquín Álvarez de Toledo y Portugal                  | 1671-1707              | VIII Conde de Oropesa, VII Conde de Deleytosa             |
| V                      | Vicente Pedro Álvarez de Toledo y Portugal                   | 1707-1728              | IX Conde de Oropesa, VIII Conde de Alcaudete              |
| VI                     | Pedro Vicente Álvarez de Toledo y Portugal                   | 1728-1728              | X Conde de Oropesa                                        |
| VII                    | Ana María Álvarez de Toledo y Portugal                       | 1728-1729              | XI Condesa de Oropesa, Condesa del Villar de Grajanejos   |
| VIII                   | Ana María López-Pacheco y Álvarez de Toledo                  | 1729-1768              | XI Duquesa de Escalona, XIV Marquesa de Aguilar de Campoo |
| IX                     | Francisco de Paula de Silva y Álvarez de Toledo              | 1768-1770              | XI Duque de Huéscar                                       |
| X                      | María del Pilar Teresa Cayetana de Silva y Álvarez de Toledo | 1770-1802              | XIII Duquesa de Alba                                      |
| XI                     | Diego Fernández de Velasco                                   | 1802-1811              | XIII Duque de Frías, XV Conde de Fuensalida               |
| XII                    | Bernardino Fernández de Velasco                              | 1811-1851              | XVIII Conde de Haro, X Conde de Colmenar de Oreja         |
| XIII                   | José María Fernández de Velasco y Jaspe                      | 1851-1888              | XV Duque de Frías, XIX Conde de Haro                      |
| XIV                    | Bernardino Fernández de Velasco y Balfe                      | 1888-1916              | XVI Duque de Frías, XX Conde de Haro                      |
| XV                     | María Victoria Fernández de Velasco y Knowles                | 1916-¿ - ?             |                                                           |
| XVI                    | María del Pilar Duque de Estrada y Martorell                 | 1956-1966              |                                                           |
| XVII                   | José Fernández de Velasco y Sforza                           | 1966-1986              |                                                           |
| XVIII                  | Ángela María Téllez-Girón y Duque de Estrada                 | 1986-2015              |                                                           |
| XIX                    | Ángela María de Solís-Beaumont y Téllez-Girón                | 2017-actual titular    | Duquesa de Osuna, entre otros.                            |